# Pau (Catalogne)
Pour les articles homonymes, voir Pau (homonymie).
Pau est une commune d'Espagne dans la communauté autonome de Catalogne, province de Gérone, de la comarque d'Alt Empordà